# Darma

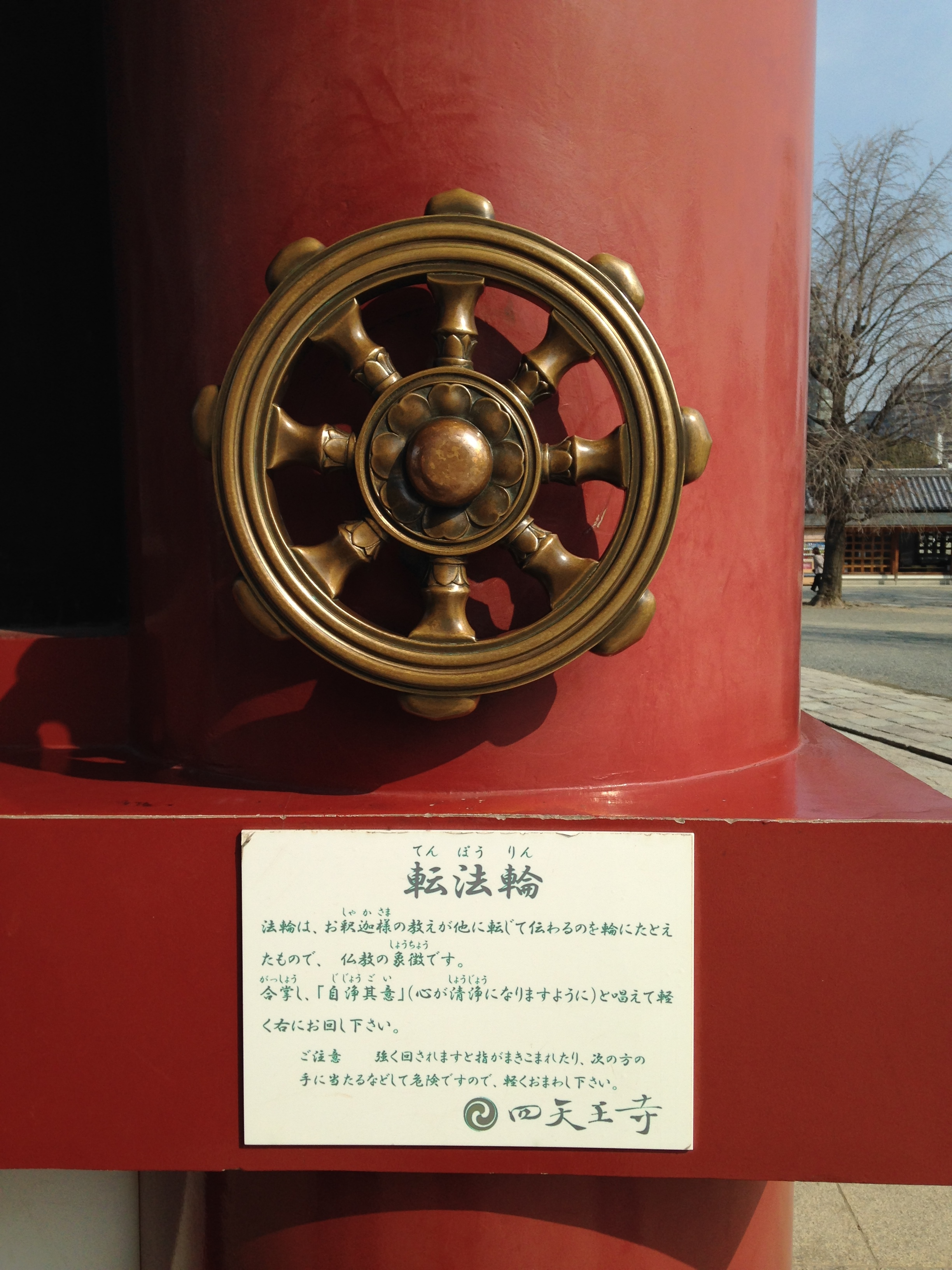
A roda do darma é um dos símbolos do budismo.

Darma (em sânscrito:  धर्म, transl. dharma; em páli:  धम्म, transl. dhamma; em tâmil: தருமம், taruman; ou அறம், aṟam) é um conceito-chave com múltiplos significados nas religiões indianas - hinduísmo, budismo, siquismo e jainismo. Não há tradução de uma única palavra para "darma" nas línguas ocidentais.
O significado da palavra "darma" depende do contexto, e seu significado evoluiu à medida que as ideias do hinduísmo se desenvolveram ao longo de sua longa história. Nos textos mais antigos, o darma significava a lei cósmica. Em Vedas posteriores, o significado tornou-se refinado, mais rico, complexo, e a palavra "darma" foi aplicada em contextos diversos. Em certos contextos, o darma designa comportamentos humanos considerados necessários no universo, princípios que impedem o caos, os comportamentos e as ações necessárias a toda a vida na natureza, na sociedade, na família e no nível individual. Com respeito ao seu significado espiritual, pode ser considerado como o "Caminho para a Verdade Superior". O darma é a base das filosofias, crenças e práticas que se originaram na Índia.
A mais antiga dessas, conhecida como hinduísmo, é o Sanatana Dharma (ou "Darma Eterno"). No budismo, no jainismo e no siquismo, o darma também tem um papel axial. Nessas tradições, seres que vivem em harmonia com o darma alcançam mais rapidamente o mocsa, o Dharma Yukam, o nirvana ou libertação da roda das samsaras, ou ciclo de reencarnações. O darma também se refere aos ensinamentos e doutrinas de diversos fundadores de tradições, como Siddhartha Gautama no budismo, e Mahavira no jainismo. Como doutrina moral sobre os direitos e deveres de cada um, o Dharma se refere geralmente ao exercício de uma tarefa espiritual, mas também significa ordem social, conduta reta ou, simplesmente, virtude.

## Etimologia e variantes linguísticas
"Darma" é derivado do Telugo "Dharmam", que significa "o que está estabelecido, lei, dever, direito". A palavra derivada em prácrito é Dhamma.
Na Ásia Oriental, o ideograma de Dharma é 道, pronunciado Dao em chinês cantonês, Do em japonês e beop em coreano. Em tibetano, é chos (em tibetano:  ཆོས་; no dialeto de Lhasa AFI: tɕǿʔ ).[carece de fontes?] Em língua uigur, mongol e alguns outros idiomas da Ásia Central, é nom, que deriva o nomos (νόμος), palavra do grego clássico que significa "lei".
Etimologicamente, a palavra Dhamma (em sânscrito:  Dharma) é derivada da raiz "Dham", que significa "manter" ou "apoiar".

## O conceito de Darma nas religiões indianas
A religião na Índia vem da extensão geral do conceito de Dharma. Dharma significa Lei no sentido mais amplo, bem como a vida que é vivida de acordo ou em harmonia com a lei (seja por estatutos legais ou pela lei natural). Dharma neste último sentido é "o caminho da justiça", "a maneira correta", comportamento "adequado", "decente" ou "apropriado". As diferentes tradições religiosas da Índia são concebidas como tantas variações deste caminho da retidão. Portanto, um jainista pratica o Jain dharma, um hindu segue o Sanatana dharma e um budista pratica o Buddha dharma.
Historicamente, a mentalidade indiana tem sido caracterizada pela inclusão e pluralismo religioso. Todas as religiões são consideradas uma questão de leis eternamente válidas da natureza (sanatana dharma) devido ao sofrimento e à escravidão. O caminho para a liberdade e para a libertação é concebido (mesmo se a pessoa acredita em um Deus pessoal) em termos de causas e efeitos.
Embora cada caminho do dharma (jainista, budista, hindu, entre outros) significa uma forma religiosa em particular, com as suas próprias regras e práticas, há uniformidade geral entre essas tradições relativamente à filosofia subjacente da libertação. Trilhar o caminho para a libertação é desemaranhar e reorganizar as emaranhadas e desarmoniosas estruturas psicofísicas formadas no curso do caminho da ação inábil. O principal meio pelo qual se consegue isso é através da ioga, uma característica central das religiões indianas. Ioga é o caminho ascético de purificação pelo qual os efeitos dos maus procedimentos (akusla kamma) podem ser desfeitos. A maioria das formas de religião indiana utilizam alguma forma de disciplina iogue como uma ferramenta importante, se não central, no processo de purificação do corpo-mente.